# Đurađ Pokrajac
Đurađ Pokrajac, hrvaški general, * 17. november 1919, † 1981.

## Življenjepis
Leta 1941 je vstopil v NOVJ in KPJ. Med vojno je bil poveljnik več enot.
Po vojni je bil poveljnik inženirstva armade, namestnik načelnika in načelnik Uprave inženirstva GŠ JLA,...